# Футацуги, Юкио
Юкио Футацуги (яп. 二木 幸生 Футацуги Юкио, род. 1970, Кобе, префектура Хиого, Япония) — японский геймдизайнер, программист. В прошлом был руководителем Team Andromeda, где вместе с 15 сотрудниками создали серию игр Panzer Dragoon. Футацуги работал над проектом Crimson Dragon, который издан для Xbox One.

## Биография
Юкио Футацуги родился в 1970 году в городе Кобэ. Окончив среднюю школу, переехал в Сан-Франциско, где и захотел стать создателем компьютерных игр. По словам самого Футацуги, он также увлекался кино-индустрией, и снимал небольшие фильмы на 8-миллиметровую плёнку. После обучения в школе вернулся обратно в Японию, чтобы поступить в университет Цукуба, с целью изучить компьютерные науки.
В 1991 году Юкио был принят на работу в компанию Sega. 2 года сотрудник участвовал в тестировании новых игр, пока издательство не открыло студию Team Andromeda. Футацуги был назначен главой нового подразделения. Под его руководством компания создала 3 игры серии Panzer Dragoon, которые помогли молодому дизайнеру обрести славу и популярность. Однако в 1998 году Sega закрывает Team Andromeda, а все сотрудники переходят в Smilebit. Но сам Юкио Футацуги принимает решение покинуть издательство, и на протяжении 8 лет работал в Konami, где создал игру Ring of Red; в Sony разработатывал проект Genshi No Kotoba; и Microsoft, где создал стратегию Phantom Dust.
После выхода Phantom Dust работал менеджером по разработке игр для Xbox 360, но в 2007 году основал фирму Grounding Inc, которая создаёт небольшие игры для Wii. Последней работой разработчика является проект Crimson Dragon для Xbox One.

## Игры, в создании которых принимал участие
| Название                              | Год  | Роль                                   | Примечание                    |
| ------------------------------------- | ---- | -------------------------------------- | ----------------------------- |
| Panzer Dragoon                        | 1995 | Дизайнер, руководитель, автор сценария |                               |
| Panzer Dragoon II: Zwei               | 1996 | Автор сценария, дизайнер               |                               |
| Panzer Dragoon Saga                   | 1998 | Дизайнер, руководитель, автор сценария |                               |
| Ring of Red                           | 2000 | Дизайнер                               |                               |
| Genshi No Kotoba                      | 2000 | Дизайнер                               |                               |
| Magatama                              | 2003 | Особая благодарность                   |                               |
| Phantom Dust                          | 2004 | Руководитель                           |                               |
| Sega Ages 2500 Vol.27: Panzer Dragoon | 2006 | Особая благодарность                   | Версия игры для PlayStation 2 |
| Blue Dragon                           | 2006 | Менеджер по игровому дизайну           |                               |
| Ninety-Nine Nights                    | 2006 | Менеджер по игровому дизайну           |                               |
| Lost Odyssey                          | 2007 | Менеджер по игровому дизайну           |                               |
| Pop-Up Pursuit                        | 2009 | Дизайнер                               |                               |
| The Royal Bluff                       | 2009 | Дизайнер                               |                               |
| Sakura Samurai: Art Of The Sword      | 2011 | Руководитель                           |                               |
| Crimson Dragon                        | 2013 | Руководитель, автор сценария           |                               |